# Вогонь у небі
«Вогонь у небі» (англ. Fire in the Sky) — американський науково-фантастичний фільм 1993 року, знятий режисером Робертом Ліберманом за сценарієм Трейсі Торме, написаним за книгою «Досвід Волтона» Тревіса Волтона, в основу якого ліг відомий інцидент. Головні ролі у фільмі виконали Д. Б Суїні, Роберт Патрік, Крейг Шеффер, Пітер Берг і Джеймс Гарнер. Оригінальну музику до фільму написав Марк Ішем, а оператором виступив Білл Поуп. Вийшов на екрани в США 12 березня 1993 року.

## Сюжет
Група лісорубів повертається в місто і повідомляє місцевому шерифові, що на зворотному шляху вони зустріли щось, і одного з їхніх колег на ім'я Тревіс викрали. Шериф зв'язується по рації з лейтенантом Франком Воттерсом, той приїжджає дізнатися подробиці події. Воттерс просить розповісти йому про зниклого лісоруба і про те, що ж все-таки сталося. З розповіді колег Воттерс дізнається, що Тревіс залицявся до сестри бригадира Майка і мріяв про відкриття власного бізнесу з продажу мотоциклів, зрозуміло, не маючи на це коштів. Також дізнається про те, що Тревіс не ладнав з іншим лісорубом, у якого були проблеми з законом.
За словами лісорубів, спочатку вони побачили червоне світіння, подумали, що це пожежа, але світло рухалося разом з ними. Коли вони зупинилися біля галявини, то побачили щось зависле у повітрі. Тревіс вибрався з машини, незважаючи на те, що його не пускали. Його вдарило пучком світла, і він знепритомнів, а його колеги вважали його загиблим. Воттерс не вірить жодному слову і планує операцію з пошуку зниклого, вважаючи, що його вбили. Люди в місті також не вірять в історію лісорубів, не пускають їх у заклади і намагаються вивести на чисту воду.
Проводяться масштабні пошукові роботи, які не приносять успіху. Крім тіла мертвої собаки, нічого не вдається знайти, після чого прийнято рішення перевірити лісорубів на поліграфі. Після міського зібрання, на якому лісорубів відкрито звинувачують у вбивстві, Майкл погоджується на перевірку за допомогою поліграфа. Перевірка не дає слідчим бажаного результату, і вони просять про повторну спробу. Тим часом місто наповнюють журналісти і уфологи, а лісоруби позбавляються контракту, мешканці незадоволені ситуацією, що склалася. Але через п'ять днів зниклий лісник дає про себе знати дзвінком своєму другові і бригадирові Майку, той знаходить його на віддаленій заправці. Зниклий виявлений в неосудному стані, і на ньому немає одягу, уфологи, які приїхали, намагаються з ним поговорити, але все марно, його поміщають в лікарню.
У лікарні він звинувачує Майка в зраді, після чого з'ясовується, що він не пам'ятає, де був і що робив, і що він не їв 5 днів. Однак на урочистому обіді на честь його повернення, у нього трапляється напад, він до смерті наляканий, забивається під кухонний стіл і бачить картини того, що відбувалося з ним. Під час сеансу гіпнозу, він розповідає про те, як опинився в невеликому відсіку, поруч з яким знайшов тіло напівживої людини. Він поспішив вибратися звідти і наткнувся на групу істот, яка зловила його і провела над ним ряд медичних експериментів. Тревіс описує подробиці, медичні інструменти, розповідає про істот і будову корабля. Проходить кілька років, Тревіс приїжджає до Майка, який живе окремо від своєї сім'ї, на околиці міста, щоб помиритися.

## В ролях
- Даніель Бернард Суїні[ru] — Тревіс Волтон
- Роберт Патрік — Майк Роджерс
- Крейг Шеффер[en] — Аллан Делліс
- Пітер Берг[ru] — Девід Вітлок
- Генрі Томас[ru] — Грег Хейс
- Бредлі Грегг — Боббі Когдилл
- Нобле Віллінгем — шериф Блейк Девіс
- Кетлін Вілхойт — Каті Роджерс
- Джеймс Гарнер — лейтенант Франк Воттерс

## Знімання
Кінофільм був знятий у місті Окленд штату Орегон. Події фільму починають розгортатися 5 листопада 1975 року у Вайт-Маунтінсі, Північно-Східна Аризона. Тревіс був відсутній 5 днів. Загальні збори фільму в прокаті склали близько 20 000 000 доларів США.